# Canterbury (région)
Pour les articles homonymes, voir Canterbury (homonymie).
La région de Canterbury (en anglais : Canterbury Region, en maori de Nouvelle-Zélande : Waitaha), est une région de Nouvelle-Zélande située sur la côte est de l'île du Sud. Elle comprend les plaines de Canterbury, la grande ville de Christchurch et une partie des Alpes du Sud.

## Géographie
Canterbury est la plus grande des seize régions de Nouvelle-Zélande, recouvrant 42 200 km². Elle est limitée au nord par le fleuve Conway et à l'ouest par les Alpes du Sud. Au sud le fleuve Waitaki forme une frontière naturelle, tandis qu'à l'est s'étend l'immense océan Pacifique.
La région est souvent découpée en plusieurs régions : North Canterbury (au nord du Rakaia), Mid Cantebury (du fleuve Rakaia au fleuve Rangitata), South Canterbury (au sud du Rangitata, centré sur la ville de Timaru, et la cité de Christchurch.
Quand la présente structure du gouvernement local fut introduite en 1989, le district de Kaikoura faisait partie de l'ancienne région de Nelson-Marlborough. Elle fut abolie et remplacée avec trois autorités unitaires, mais comme Kaikoura était trop petit pour avoir son autorité unitaire, elle fut mise sous la juridiction du Conseil régional du Canterbury.
La région est connue pour ses vignobles, dans le secteur de Waipara et aux environs de Christchurch, et plus récemment à Kurow.

## Histoire
En 1848 Edward Gibbon Wakefield et John Robert Godley (en) fondent le Association de Canterbury (en) pour fonder une colonie de l'Église d'Angleterre sur l'île du Sud de Nouvelle-Zélande. Elle sera fondée à Christchurch.
Après 1850 la colonie se développe, et l'architecte Benjamin Mountfort construit beaucoup d'édifices du style gothique. L'ancienne province du Canterbury (en) est formée en 1853 à la suite du New Zealand Constitution Act 1852 (en) à partir de la région de New Munster (en) ; au début elle comprenait les deux côtes, est et ouest, de l'île. La province sera remplacée par la région en 1876.

## Terminologie
Les habitants de la région s'appellent les « Cantabrians ».

## Démographie

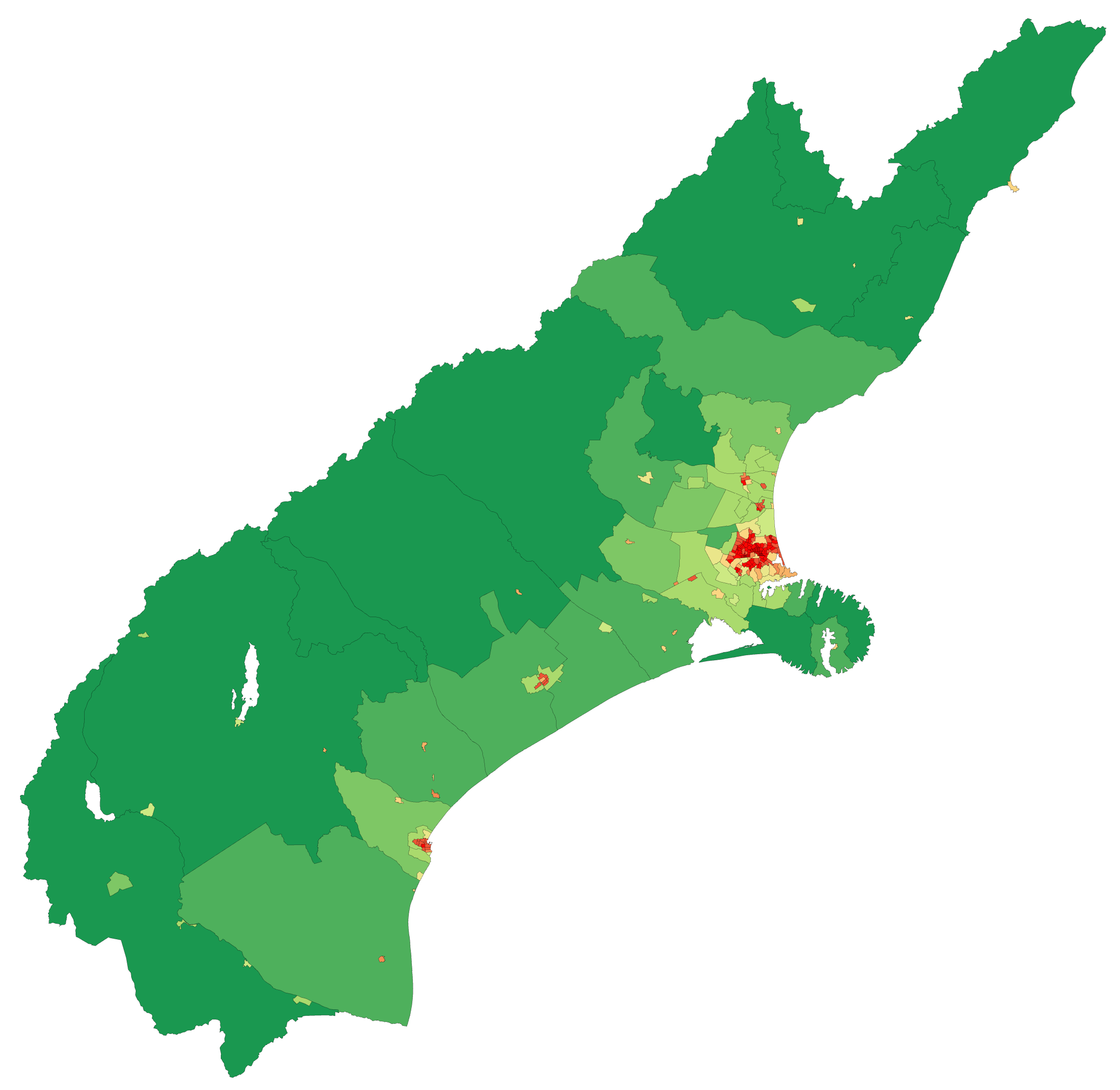
Densités de population en 2006.

| Groupes ethniques                                 | Valeurs absolues | %    |
| ------------------------------------------------- | ---------------- | ---- |
| Population                                        | 539 436          | 100  |
| Ethnicité établie                                 | 516 360          | 95,7 |
| Européens                                         | 414 981          | 76,9 |
| Métis                                             | 34 932           | 6,5  |
| Asiatiques                                        | 32 067           | 5,9  |
| Maoris                                            | 14 319           | 2,7  |
| Océaniens non Maoris                              | 7 413            | 1,4  |
| Moyens-Orientaux, Latinos-Américains et Africains | 3 612            | 0,7  |
| Autres                                            | 9 036            | 1,7  |
| Ethnicité non établie                             | 23 073           | 4,3  |

## Écologie
C'est dans les hêtraies de hêtre noir (Nothofagus solandri var. solandri) relictuelles de cette région que l'on trouve des densités d'une espèce de particulière de cochenille (Ultracoelostoma assimile (en)) productrice d'un miellat recherché par de nombreuses espèces d'invertébrés et trois espèces d'oiseaux locaux (mais aussi par deux espèces de guêpes exotiques introduites à partir de l'Europe (Vespa ), qui leur font concurrence. D'autres hêtraies monospécifiques ou mixtes (mixée avec le hêtre rouge (Nothofagus fusca) en abritent également des populations exceptionnelles, mais néanmoins bien moindres que celles des forêts de Canterbury.

## Galerie

Carex secta, des carex, au bord du Lake Clearwater dans la région de Canterbury. Septembre 2019.

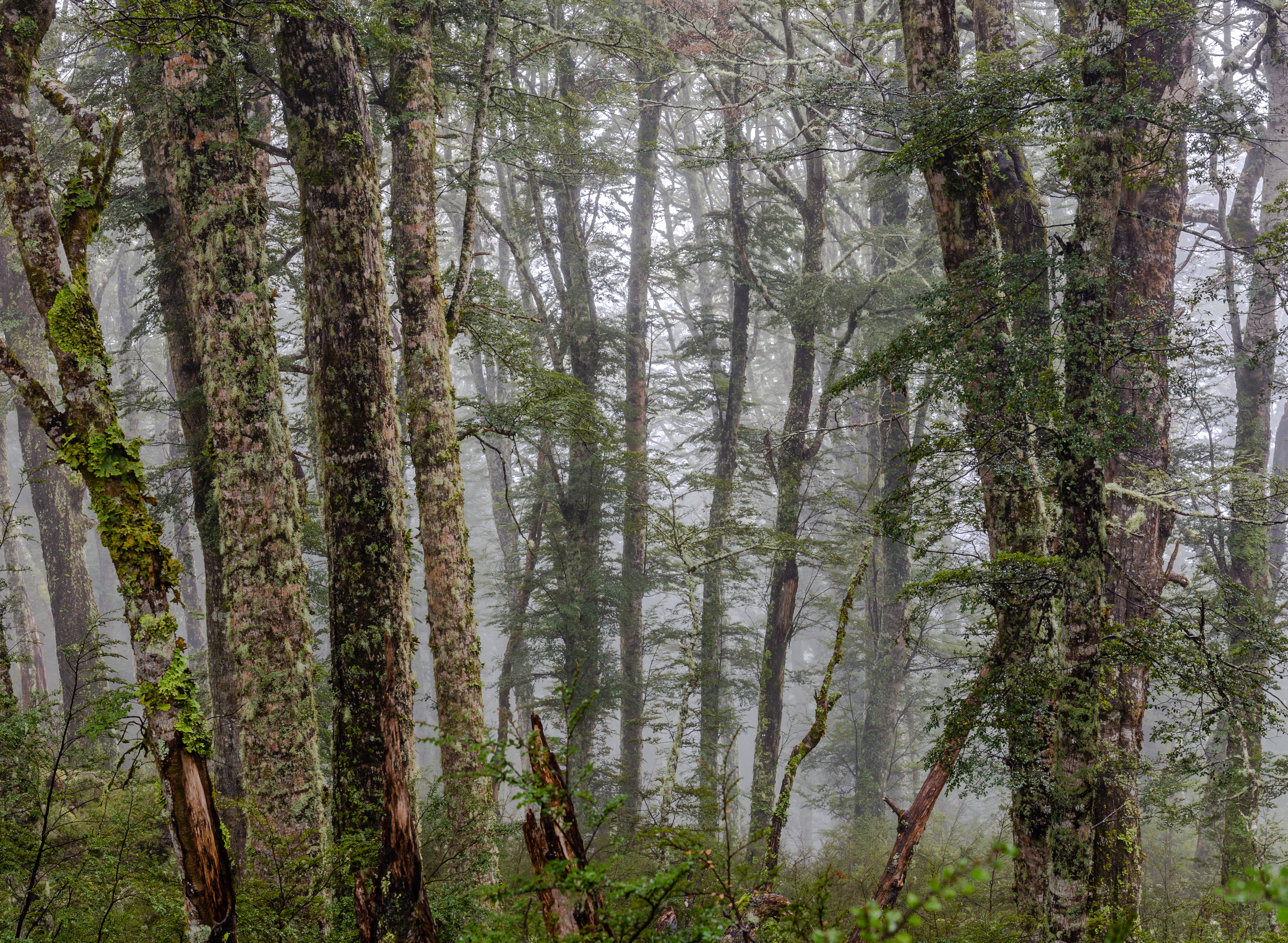
Bush (paysage) sous la pluie aux alentours du mont Oxford dans la région de Canterbury. juin 2019.
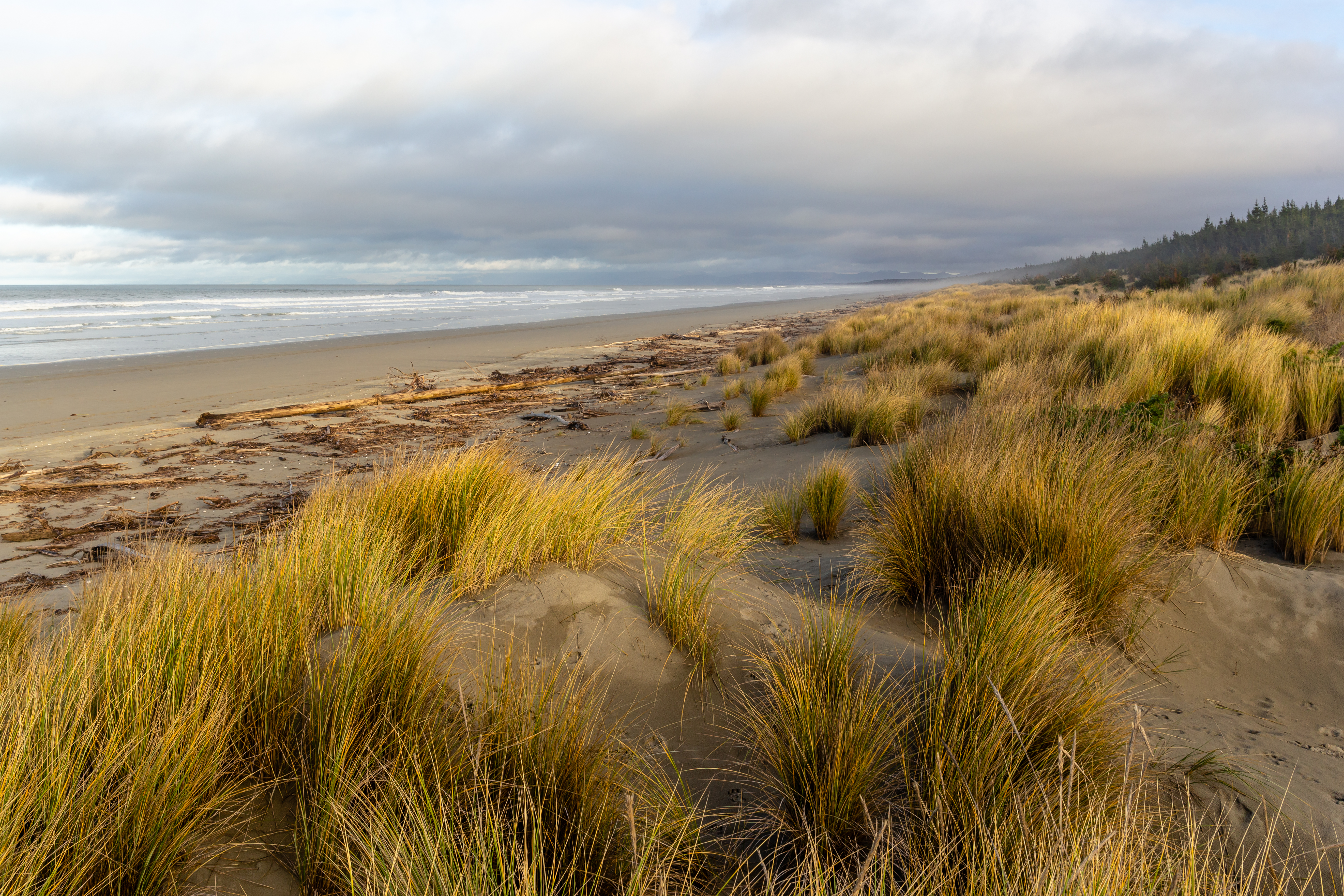
« Woodend Beach », dans le « Tūhaitara Coastal Park », Canterbury.  juillet 2019.
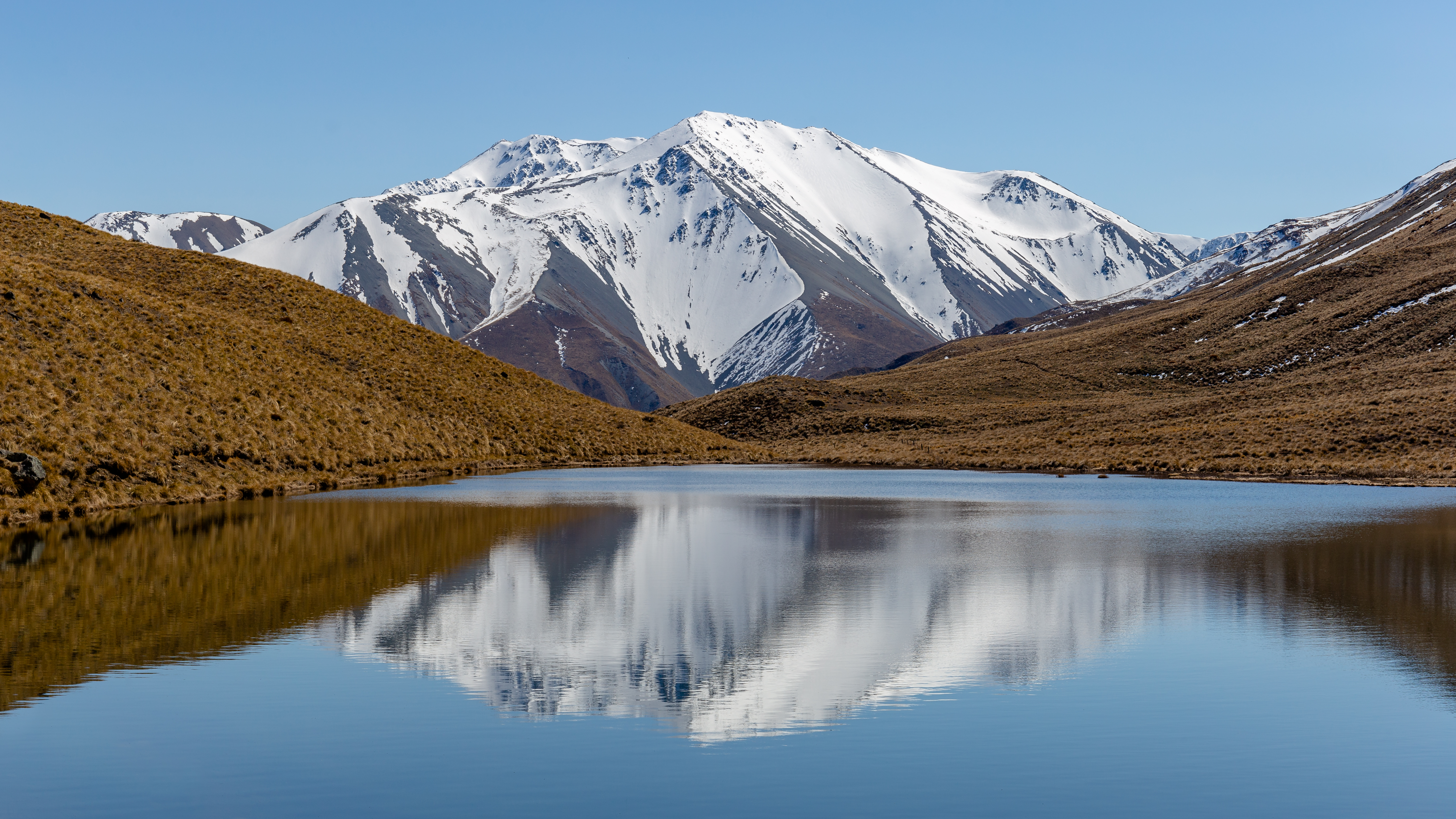
Le lac « Mystery », dans la région de Canterbury. Septembre 2019.
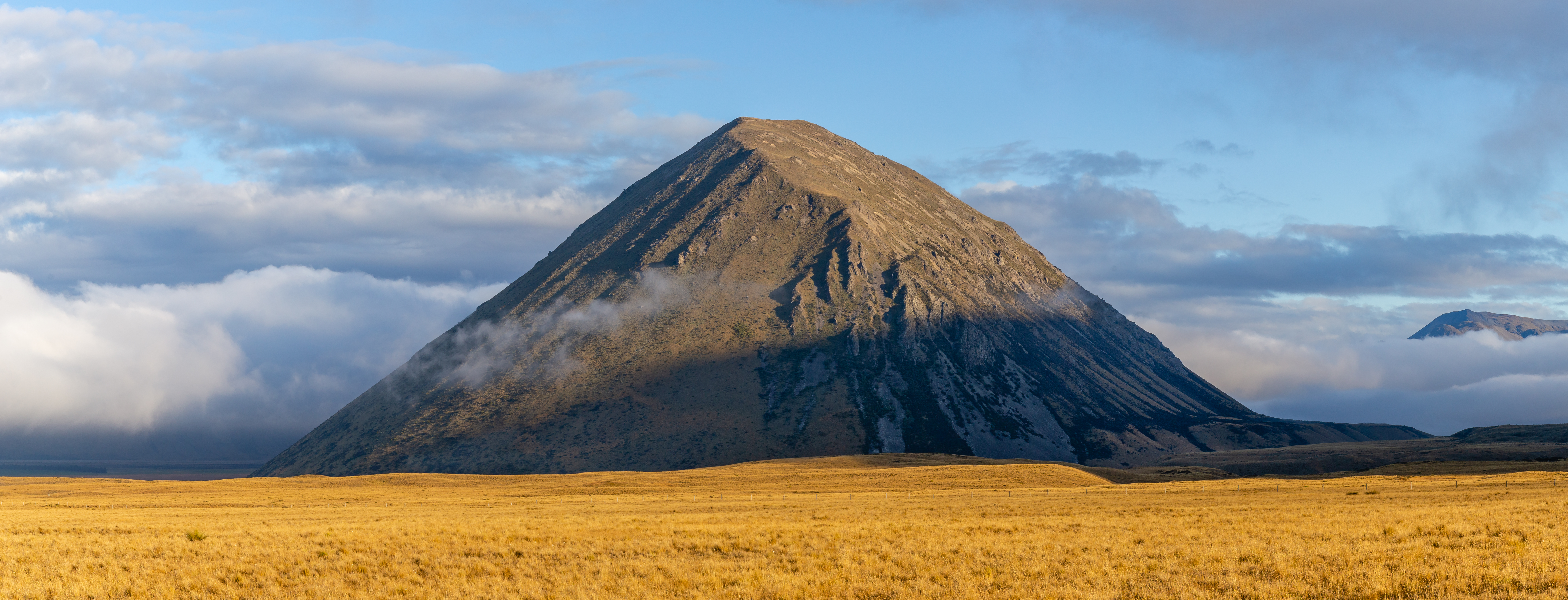
Le mont Sugarloaf dans la région de Canterbury. Mars 2020.